# جایزه بزرگ ایتالیا ۱۹۵۱
جایزه بزرگ ایتالیا ۱۹۵۱ (انگلیسی: ‎1951 Italian Grand Prix‎) یک مسابقهٔ موتوری در رشتهٔ اتومبیل‌رانی فرمول یک بود که در تاریخ ۱۶ سپتامبر ۱۹۵۱ در پیست ناتزیوناله مونتزا واقع در مونتزا، ایتالیا برگزار شد. این گراند پری در میان ۸ گراند پری در فصل ۱۹۵۱، مسابقهٔ شمارهٔ ۷ بود.
در این مسابقه که در ۸۰ دور و به مسافت ۵۰۴٫۰۰۰ کیلومتر (۳۱۳٫۱۷۱ مایل) برگزار شد، پول پوزیشن توسط خوان مانوئل فانخیو کسب شد و سریع‌ترین زمان برای طی یک دور پیست که برابر با ۱:۵۶٫۵ بود نیز توسط نینو فارینا به ثبت رسید.
آلبرتو اسکاری از تیم فراری، خوزه فریلان گونزالز از تیم فراری، و فلیس بونتو و نینو فارینا (به‌طور مشترک) از تیم آلفا رومئو به‌ترتیب مقام‌های اول تا سوم مسابقه را کسب کردند.

## رده‌بندی قهرمانی پس از مسابقه
| رده‌بندی قهرمانی رانندگان \| \| جایگاه \| راننده \| امتیاز \| \| -------- \| ------ \| ------------------- \| ------- \| \| \| ۱ \| خوان مانوئل فانخیو \| ۲۷ (۲۸) \| \| \| ۲ \| آلبرتو اسکاری \| ۲۵ \| \| \| ۳ \| خوزه فریلان گونزالز \| ۲۱ \| \| \| ۴ \| نینو فارینا \| ۱۷ (۱۸) \| \| \| ۵ \| لوییجی ویلورزی \| ۱۵ (۱۸) \| \| منبع:[۱] \| \| \| \| |        |                     |         |
| | جایگاه | راننده              | امتیاز  |
| | ۱      | خوان مانوئل فانخیو  | ۲۷ (۲۸) |
| | ۲      | آلبرتو اسکاری       | ۲۵      |
| | ۳      | خوزه فریلان گونزالز | ۲۱      |
| | ۴      | نینو فارینا         | ۱۷ (۱۸) |
| | ۵      | لوییجی ویلورزی      | ۱۵ (۱۸) |
| منبع: |        |                     |         |

یادداشت
- تنها پنج جایگاه نخست از هر رده‌بندی نمایش داده شده‌است.